# Házassági történet
A Házassági történet (eredeti cím: Marriage Story) 2019-ben bemutatott amerikai–brit filmdráma, melyet Noah Baumbach írt és rendezett. A főbb szerepekben Adam Driver, Scarlett Johansson, Laura Dern és Alan Alda látható. 
A Netflix gyártásában készült film a Velencei Nemzetközi Filmfesztiválon debütált, ahol jelölték Arany Oroszlán díjra. Magyarországon 2019. november 28-ától szűk körben vetítették a mozikban, december 6-ától pedig a Netflixen is megtekinthető.  A 77. Golden Globe-gálán hat kategóriában jelölték díjra, ezenfelül három nevezést kapott a Screen Actors Guild-díjra is.

## Cselekmény
Charlie sikeres rendező egy New York-i off-Broadway színházban, ahol felesége, Nicole vezető színésznő. A házaspár kapcsolati problémákkal küzd, ezért tanácsadásra járnak. A tanácsadó javaslatára mindketten összeállítanak egy listát arról, hogy mit szeretnek a másikban. Nicole azonban a soron következő foglalkozáson nem hajlandó felolvasni, amit Charlie-ról írt, így végül úgy döntenek, hogy nem folytatják tovább a tanácsadást. 
Nicole-nak Los Angelesből szerepet kínálnak egy tévésorozat próbaepizódjába, ezért otthagyja a színházat, és az édesanyjához költözik a nyugati partra. Kisfiukat, Henryt is magával viszi, Charlie viszont a Broadwayre készülő színdarabja miatt New Yorkban marad. Habár megegyeznek abban, hogy a váláshoz nincs szükség ügyvédre, Nicole mégis alkalmazza az egyik legmenőbb Los Angeles-i válóperes ügyvédet, Nora Fanshaw-t, akinek bevallja, hogy az a gyanúja, a férje lefeküdt a színpadmenedzserével. Mikor Charlie Nicole-ékhoz utazik, Nicole átadja neki a válási papírokat, a férfi pedig megismerkedik az ügyvéd Jayjel, aki magas óradíjban és agresszívan dolgozik. Charlie nem fogadja fel Jayt, hanem visszautazik New Yorkba, azonban Nicole ügyvédje, Nora felveszi vele a kapcsolatot. 
Nora azt ajánlja Charlie-nak, hogy gyorsan szerezzen ügyvédet, ha nem akarja elveszteni kisfia láthatási jogát. Charlie ügyvédje, Bert, azt tanácsolja a férfinak, hogy teremtsen a családjához közelebbi lakhatást, ezért Charlie kibérel egy apartmant Los Angelesben. Hogy elkerüljék a bíróságot, Bert találkozót szervez Nicole-lal és Norával. Nora úgy gondolja, hogy Charlie figyelmen kívül hagyta Nicole kívánságát azzal, hogy nem költözött végleg Los Angelesbe, valamint a kisfiának sem áll módjában a szülők között ingáznia, inkább az anyjával maradna. Bert javasolja Charlie-nak, hogy adja fel New York-i otthonát, de Charlie ezt visszautasítja, és elküldi Bertöt.
Charlie díjat nyer és a pénzjutalomból felbérli Jayt új ügyvédjének. Az ügy a bíróságra kerül, ahol Nora és Jay állnak egymással szemben. Míg a két ügyvéd a maga ügyfeléért küzd, Charlie és Nicole Henryvel töltik szabadidejüket, aki egyre frusztráltabb lesz az ingázástól. A per mindkét félt kiábrándítja, és a bíróságot elkerülve egymás közt próbálják rendezni a helyzetet. A találkozó azonban elmérgesedik, Nicole önzőséggel vádolva a férjét, Charlie pedig öklével a falba csapva kívánja felesége halálát. Szavait azonban nyomban megbánja és kibékülnek, valamint megegyezésre is jutnak a válás ügyében.
Egy évvel később Halloween idején Charlie színdarabja sikeres a Broadwayen, Nicole-nak új párja van és Emmy-díjra jelölték rendezői kategóriában. Charlie közli Nicole-lal, hogy Los Angelesbe költözik, hogy többet lehessen Henryvel. Később felfedezi, hogy a kisfia édesanyja listáját olvassa még a párkapcsolati tanácsadásról, amit Nicole nem mert felolvasni. Henry megkéri az apját, hogy olvassa fel neki hangosan, és Charlie így tesz, a végén teljesen elérzékenyül, míg Nicole a közelből figyeli őket. A halloweeni cukorkagyűjtésben az egész család részt vesz és a Beatles együttes tagjainak öltöznek be, míg Charlie szellemként követi őket. Azon az estén Nicole felajánlja Charlie-nak, hogy hazaviheti Henryt, annak ellenére, hogy Nicole napja van a kisfiával. 
Charlie a kocsijához viszi az alvó Henryt, amikor Nicole megállítja őket. A nő megköti a férfi cipőfűzőjét, Charlie megköszöni, Nicole bólint, majd elválnak útjaik.

## Szereplők
| Színész            | Szerep         |
| ------------------ | -------------- |
| Adam Driver        | Charlie Barber |
| Scarlett Johansson | Nicole Barber  |
| Laura Dern         | Nora Fanshaw   |
| Alan Alda          | Bert Spitz     |
| Ray Liotta         | Jay Marotta    |
| Azhy Robertson     | Henry Barber   |
| Julie Hagerty      | Sandra         |
| Merritt Wever      | Cassie         |
| Mark O’Brien       | Carter         |
| Matthew Shear      | Terry          |
| Brooke Bloom       | Mary Ann       |
| Kyle Bornheimer    | Ted            |
| Mickey Sumner      | Beth           |
| Wallace Shawn      | Frank          |

## Fontosabb díjak és jelölések
| Díj                               | Kategória                                   | Eredmény |
| --------------------------------- | ------------------------------------------- | -------- |
| BAFTA-díj                         | Legjobb férfi főszereplő (Adam Driver)      | Jelölve  |
| BAFTA-díj                         | Legjobb női főszereplő (Scarlett Johansson) | Jelölve  |
| BAFTA-díj                         | Legjobb női mellékszereplő (Laura Dern)     | Elnyerte |
| BAFTA-díj                         | Legjobb eredeti forgatókönyv                | Jelölve  |
| BAFTA-díj                         | Legjobb casting                             | Jelölve  |
| Golden Globe-díj                  | Legjobb filmdráma                           | Jelölve  |
| Golden Globe-díj                  | Legjobb forgatókönyv                        | Jelölve  |
| Golden Globe-díj                  | Legjobb eredeti filmzene                    | Jelölve  |
| Golden Globe-díj                  | Legjobb férfi főszereplő (Adam Driver)      | Jelölve  |
| Golden Globe-díj                  | Legjobb női főszereplő (Scarlett Johansson) | Jelölve  |
| Golden Globe-díj                  | Legjobb női mellékszereplő (Laura Dern)     | Elnyerte |
| Oscar-díj                         | Legjobb film                                | Jelölve  |
| Oscar-díj                         | Legjobb férfi főszereplő (Adam Driver)      | Jelölve  |
| Oscar-díj                         | Legjobb női főszereplő (Scarlett Johansson) | Jelölve  |
| Oscar-díj                         | Legjobb női mellékszereplő (Laura Dern)     | Elnyerte |
| Oscar-díj                         | Legjobb eredeti forgatókönyv                | Jelölve  |
| Oscar-díj                         | Legjobb eredeti filmzene                    | Jelölve  |
| Screen Actors Guild-díj           | Legjobb férfi főszereplő (Adam Driver)      | Jelölve  |
| Screen Actors Guild-díj           | Legjobb női főszereplő (Scarlett Johansson) | Jelölve  |
| Screen Actors Guild-díj           | Legjobb női mellékszereplő (Laura Dern)     | Elnyerte |
| Velencei Nemzetközi Filmfesztivál | Arany Oroszlán díj                          | Jelölve  |